# Сиченко Віктор Володимирович
Ві́ктор Володи́мирович Сиче́нко (20 вересня 1974, Дніпропетровськ, УРСР, СРСР) — український науковець в сфері освіти та публічного управління, доктор наук з державного управління, професор, заслужений працівник освіти України, ректор Дніпровської академії неперервної освіти.

## Освіта і професійна діяльність
Закінчив Державну металургійну академію України за спеціальністю «Економіка підприємства» (1996 р.),  Гуманітарний університет «Запорізький інститут державного та муніципального управління» за спеціальністю «Управління навчальним закладом» (2007 р.), Таврійський національний університет імені В.І. Вернадського за спеціальністю «Філологія» (2019 р.).
Кандидат економічних наук (2001 р.), доктор наук з державного управління (2011 р.), професор (2019 р.).
У 1996—2005 роках був аспірантом, асистентом, доцентом кафедри економіки промисловості Національної металургійної академії України. 
У 2005—2010 рр. — начальник головного управління освіти і науки Дніпропетровської обласної державної адміністрації. 
У 2010-2011 рр. - перший проректор Дніпропетровського обласного інституту післядипломної педагогічної освіти. 
У 2011—2018 рр. — завідувач кафедри менеджменту та публічного управління Дніпровського державного аграрно-економічного університету.
З лютого 2018 р. по теперішній час — ректор Комунального закладу вищої освіти "Дніпровська академія неперервної освіти" Дніпропетровської обласної ради".
Віктор Сиченко — член редакційних колегій ряду фахових видань України: Вісник Дніпровської академії неперервної освіти (Серія: Публічне управління та адміністрування), журнал «Публічне управління та регіональний розвиток», Вісник Національного університету цивільного захисту України (Серія: Державне управління), електронний журнал «Державне управління: удосконалення та розвиток».
Член спеціалізованих вчених рад із захисту докторських та кандидатських дисертацій у Чорноморському національному університеті імені Петра Могили та Національному університеті цивільного захисту України.
Дійсний член (академік) Академії політико-правових наук України та академік Національної академії наук вищої освіти України.

## Наукові інтереси
Фахівець в галузі освіти та публічного управління. Наукові інтереси пов’язані з розробкою і модернізацією механізмів регулювання системи освіти, вдосконаленням державної політики в процесі реформування неперервної освіти, управління та стимулювання економічної безпеки підприємництва.
Автор більше 250 наукових праць,  в тому числі монографій, посібників та патентів. Науковий керівник 11 успішно захищених аспірантів. Є співавтором регіональної цільової соціальної програми «Освіта Дніпропетровщини».

## Громадська діяльність
Обирався депутатом Кіровської районної в місті Дніпрі ради IV скликання у 2002—2006 рр. Обирався депутатом Дніпропетровської обласної ради VII скликання та був головою постійної комісії з питань науки, освіти, сім'ї та молоді у 2015—2020 рр. 
Є головою правління Асоціації керівників закладів освіти в Дніпропетровській області.

## Нагороди та відзнаки
Державні нагороди:
- Почесне звання «Заслужений працівник освіти України» (2009 р.)[13];
- Грамота Верховної Ради України «За заслуги перед Українським народом» (2016 р.).
- Почесна грамота Верховної Ради України «За особливі заслуги перед Українським народом» (2024 р.)[14].

Відомчі відзнаки: 
- Міністерства освіти і науки України: «Відмінник освіти України» (2006 р.), «Антон Макаренко» (2009 р.), «За наукові та освітні досягнення» (2019 р.);
- Міністерства внутрішніх справ України: «За сприяння протидії правопорушенням у дитячому середовищі» (2008 р.).